# Remijia ferruginea
Remijia ferruginea är en måreväxtart som först beskrevs av A.St.-hil., och fick sitt nu gällande namn av Dc.. Remijia ferruginea ingår i släktet Remijia och familjen måreväxter. Inga underarter finns listade i Catalogue of Life.